# Lambda Aquilae
Lambda Aquilae is een ster in het sterrenbeeld Arend. Samen met Iota Aquilae staat de ster ook bekend als Al Tailimain. De ster heeft een magnitude van 3,43, wat haar de op vijf na helderste ster in het sterrenbeeld maakt.